# Tampere Saints 2020
Questa voce raccoglie le informazioni riguardanti i Tampere Saints nelle competizioni ufficiali della stagione 2020.

## Maschile

### I-divisioona 2020

#### Stagione regolare
| Kotka 26 luglio 2020, ore 15:00 1ª giornata | Kotka Eagles  | 27 – 16 (7-0 13-0 7-0 0-16) referto | Tampere Saints | Puistolan kenttä\| Arbitro: \| P. Lamminsalo \| |
| Arbitro:                                    | P. Lamminsalo |                                     |                |                                                 |

| Rovaniemi 1º agosto 2020, ore 16:00 2ª giornata | Rovaniemi Nordmen | 13 – 36 (0-8 0-6 7-16 6-6) referto | Tampere Saints | Susivouti (115 spett.)\| Arbitro: \| M. Immonen \| |
| Arbitro:                                        | M. Immonen        |                                    |                |                                                    |

| Tampere 8 agosto 2020, ore 17:30 3ª giornata | Tampere Saints | 54 – 6 (14-0 8-6 16-0 16-0) referto | Pori Bears | Pyynikin urheilukenttä (225 spett.)\| Arbitro: \| K. Lahtinen \| |
| Arbitro:                                     | K. Lahtinen    |                                     |            |                                                                  |

| Tampere 15 agosto 2020, ore 17:30 4ª giornata | Tampere Saints | 52 – 42 (8-7 12-7 24-14 8-14) referto | United Newland Crusaders | Pyynikin urheilukenttä |

| Kotka 22 agosto 2020, ore 16:00 5ª giornata | East City Giants | 0 – 46 (0-14 0-6 0-6 0-20) referto | Tampere Saints | Karhulan keskuskenttä (45 spett.)\| Arbitro: \| J. Lehtinen \| |
| Arbitro:                                    | J. Lehtinen      |                                    |                |                                                                |

#### Playoff
| Tampere 30 agosto 2020, ore 17:00 Semifinale | Tampere Saints | 34 – 44 (6-13 16-12 6-13 6-6) referto | United Newland Crusaders | Pyynikin urheilukenttä (286 spett.)\| Arbitro: \| R.-V. Suojanen \| |
| Arbitro:                                     | R.-V. Suojanen |                                       |                          |                                                                     |

### Statistiche di squadra
| Competizione      | %Vittorie | In casa | In casa | In casa | In casa | In casa | In casa | In trasferta | In trasferta | In trasferta | In trasferta | In trasferta | In trasferta | Totale | Totale | Totale | Totale | Totale | Totale |
| Competizione      | %Vittorie | G       | V       | N       | P       | Pf      | Ps      | G            | V            | N            | P            | Pf           | Ps           | G      | V      | N      | P      | Pf     | Ps     |
| ----------------- | --------- | ------- | ------- | ------- | ------- | ------- | ------- | ------------ | ------------ | ------------ | ------------ | ------------ | ------------ | ------ | ------ | ------ | ------ | ------ | ------ |
| Stagione regolare | .800      | 2       | 2       | 0       | 0       | 106     | 48      | 3            | 2            | 0            | 1            | 98           | 40           | 5      | 4      | 0      | 1      | 204    | 88     |
| Playoff           | .000      | 1       | 0       | 0       | 1       | 34      | 44      | 0            | 0            | 0            | 0            | 0            | 0            | 1      | 0      | 0      | 1      | 34     | 44     |
| Totale            | .667      | 3       | 2       | 0       | 1       | 140     | 92      | 3            | 2            | 0            | 1            | 98           | 40           | 6      | 4      | 0      | 2      | 238    | 132    |

## Femminile

### Roster
| Roster delle Tampere Saints (2020) |
| --- |
| Quarterback - 1 Emilia Räty - 19 Anni Mäkinen Running Back - 27 Matilda Majuri - 37 Saija Pyymäki Wide Receiver - 23 Katariina Kiviniemi - 35 Heini Tammilehto - 40 Oona Ohralahti - 82 Noora Saros WR/QB - 83 Lotta Ahonen Offensive Linemen - 63 Maija Tikkala - 69 Senja Carlsson - 70 Elina Leukkunen - 74 Annika Heino - 76 Sara-Maaria Lehtonen - 79 Maarit Huttunen Defensive Linemen - 49 Leena Rönkä - 53 Nelli Oksanen - 56 Anna Parviainen - 57 Minttu Hollming - 61 Eveliina Virtanen - 62 Kristiina Pekkala - 89 Elo Carlsson - 99 Annika Ilomäki Linebacker - 42 Päivi Salmu - 44 Sarina Forsblom - 45 Petra Pölkki - 96 Riikka Himanen - 97 Sara Reid Defensive Back - 3 Janna Hakala - 11 Jonna Tuovinen - 24 Niina Pehkonen - 28 Veera Jalava - 29 Tuuli Aho Special Team Coaching staff Panu Hämäläinen (HC) · Lari Siitonen (OC) · Mikko Airaksinen (DC) · Mikko Aspinen (LB) · Toni Luomajoki (AC) · Ilkka Laitinen · Janne Eskola · Jussi Honkonen (OL) · Topias Räty (OL) · Eetu Ilomäki (OL) |

### Naisten Vaahteraliiga 2020

#### Stagione regolare
| Turku 25 luglio 2020, ore 13:30 1ª giornata | Turku Trojans | 41 – 6 (0-6 13-0 14-0 14-0) referto | Tampere Saints | Yläkenttä (210 spett.)\| Arbitro: \| J. Kalevo \| |
| Arbitro:                                    | J. Kalevo     |                                     |                |                                                   |

| Raisio 2 agosto 2020, ore 16:00 2ª giornata | West Coast Phoenix | 6 – 13 (0-7 6-0 0-6 0-0) referto | Tampere Saints | Kerttulan urheilukenttä (150 spett.)\| Arbitro: \| R. Suojanen \| |
| Arbitro:                                    | R. Suojanen        |                                  |                |                                                                   |

| Tampere 15 agosto 2020, ore 12:00 3ª giornata | Tampere Saints | 14 – 0 (0-0 6-0 0-0 8-0) referto | Helsinki Wolverines | Pyynikin urheilukenttä (295 spett.)\| Arbitro: \| Lindroos \| |
| Arbitro:                                      | Lindroos       |                                  |                     |                                                               |

#### Playoff
| Tampere 22 agosto 2020, ore 14:00 Semifinale | Tampere Saints | 26 – 20 (0-0 20-6 6-6 0-8) referto | West Coast Phoenix | Pyynikin urheilukenttä (216 spett.)\| Arbitro: \| H. Toijala \| |
| Arbitro:                                     | H. Toijala     |                                    |                    |                                                                 |

| Espoo 5 settembre 2020, ore 13:00 Finale | Tampere Saints | 0 – 28 | Helsinki Wolverines | Leppävaaran urheilupuisto |

### Statistiche di squadra
| Competizione      | %Vittorie | In casa | In casa | In casa | In casa | In casa | In casa | In trasferta | In trasferta | In trasferta | In trasferta | In trasferta | In trasferta | Totale | Totale | Totale | Totale | Totale | Totale |
| Competizione      | %Vittorie | G       | V       | N       | P       | Pf      | Ps      | G            | V            | N            | P            | Pf           | Ps           | G      | V      | N      | P      | Pf     | Ps     |
| ----------------- | --------- | ------- | ------- | ------- | ------- | ------- | ------- | ------------ | ------------ | ------------ | ------------ | ------------ | ------------ | ------ | ------ | ------ | ------ | ------ | ------ |
| Stagione regolare | .667      | 1       | 1       | 0       | 0       | 14      | 0       | 2            | 1            | 0            | 1            | 19           | 47           | 3      | 2      | 0      | 1      | 33     | 47     |
| Playoff           | .500      | 2       | 1       | 0       | 1       | 26      | 48      | 0            | 0            | 0            | 0            | 0            | 0            | 2      | 1      | 0      | 1      | 26     | 48     |
| Totale            | .600      | 3       | 2       | 0       | 1       | 40      | 48      | 2            | 1            | 0            | 1            | 19           | 47           | 5      | 3      | 0      | 2      | 59     | 95     |

### Statistiche personali

#### Marcatrici
| Giocatore   | Ruolo | TD rush | TD recv | TD int | TD p.ret | TD k.ret | TD oth | Xp1 | Xp2 | FG | Saf | Totale |
| ----------- | ----- | ------- | ------- | ------ | -------- | -------- | ------ | --- | --- | -- | --- | ------ |
| Ahonen      |       | 0       | 3       | 0      | 0        | 0        | 0      | 1   | 0   | 0  | 0   | 19     |
| Räty        |       | 3       | 0       | 0      | 0        | 0        | 0      | 0   | 0   | 0  | 0   | 18     |
| Pyymäki     |       | 1       | 0       | 0      | 0        | 0        | 0      | 0   | 1   | 0  | 0   | 8      |
| Tammilehto  |       | 0       | 1       | 0      | 0        | 0        | 0      | 0   | 1   | 0  | 0   | 8      |
| J. Tuovinen |       | 0       | 1       | 0      | 0        | 0        | 0      | 0   | 0   | 0  | 0   | 6      |

#### Passer rating
| Giocatore | G   | Att   | Comp | Int | Yds    | TD  | NFL   | NCAA   |
| --------- | --- | ----- | ---- | --- | ------ | --- | ----- | ------ |
| Räty      | 3+1 | 49+13 | 18+4 | 2+0 | 321+70 | 3+2 | 63,39 | 103,80 |